# Підкатегорія
В теорії категорій, підкатегорією категорії {\displaystyle {\mathfrak {A}}} називається категорія {\displaystyle {\mathfrak {B}}}, об'єкти якої є також об'єктами {\displaystyle {\mathfrak {A}}} і морфізми якої є також морфізмами в {\displaystyle {\mathfrak {A}}}, з тими ж тотожними морфізмами і правилами композиції. Інтуїтивно, підкатегорія {\displaystyle {\mathfrak {A}}} одержується з {\displaystyle {\mathfrak {A}}} видаленням деяких об'єктів і морфізмів.

## Формальне визначення
Нехай {\displaystyle {\mathfrak {A}}} - категорія. Підкатегорія {\displaystyle {\mathfrak {B}}} категорії {\displaystyle {\mathfrak {A}}} задається за допомогою
- Підкласу об'єктів {\displaystyle {\mathfrak {A}}}, що позначається {\displaystyle Ob({\mathfrak {B}})}:

{\displaystyle Ob({\mathfrak {B}})\subset Ob({\mathfrak {A}})}
- Підкласу морфізмів {\displaystyle Mor({\mathfrak {A}})}, що позначаються {\displaystyle Mor({\mathfrak {B}})} і для довільних об'єктів {\displaystyle A,B\in Ob({\mathfrak {B}})}:

{\displaystyle Mor(A,B)_{\mathfrak {B}}\subset Mor(A,B)_{\mathfrak {A}}}
- Кожен тотожний морфізм в категорії {\displaystyle {\mathfrak {B}}} є також тотожним морфізмом в категорії {\displaystyle {\mathfrak {A}}};
- Для кожного морфізма в {\displaystyle Mor({\mathfrak {B}})}, його прообраз і образ належать {\displaystyle Ob({\mathfrak {B}})};
- Для кожної пари морфізмів  f ,  g {\displaystyle f,g\in Mor({\mathfrak {B}})}, таких що {\displaystyle f\in Mor(A,B)_{\mathfrak {B}},g\in Mor(B,C)_{\mathfrak {B}}} їх композиція {\displaystyle f\circ g} визначається композицією цих морфізмів в категорії {\displaystyle {\mathfrak {A}}}

З цих умов випливає, що {\displaystyle {\mathfrak {B}}} теж є категорією. Існує очевидний строгий функтор {\displaystyle I:{\mathfrak {B}}\to {\mathfrak {A}}} , що називається функтором вкладення.

## Види підкатегорій
Підкатегорія {\displaystyle {\mathfrak {B}}} називається повною підкатегорією категорії {\displaystyle {\mathfrak {A}}}, якщо для будь-якої пари об'єктів {\displaystyle A,B\in Ob({\mathfrak {B}})}:
{\displaystyle Mor(A,B)_{\mathfrak {B}}=Mor(A,B)_{\mathfrak {A}}}
Підкатегорія {\displaystyle {\mathfrak {B}}} називається називається замкнутою щодо ізоморфізмів, якщо будь-який ізоморфізм, {\displaystyle f\in Mor(A,B)_{\mathfrak {A}},} такий що B належить {\displaystyle {\mathfrak {B}}}, також належить {\displaystyle {\mathfrak {B}}}. Замкнута щодо ізоморфізмів повна категорія називається строго повною.
Підкатегорія категорії {\displaystyle {\mathfrak {A}}} називається широкою, якщо вона містить усі об'єкти {\displaystyle {\mathfrak {A}}}. Зокрема, єдиною широкою повною категорією категорії {\displaystyle {\mathfrak {A}}} є сама категорія {\displaystyle {\mathfrak {A}}}.

## Приклади
- Категорія скінченних множин є повною підкатегорією категорії множин Set.
- Категорія, об'єктами якої є множини, а морфізмами — бієкції, є неповною підкатегорією категорії множин Set.
- Категорія Ab комутативних груп є повною категорією категорії груп Gr.
- Категорія кілець з одиницею (морфізми якої є гомоморфізмами, що зберігають одиниці) є неповною підкатегорією категорії кілець.

## Див. Також
- Теорія категорій